# Eugenije
Flavije Eugenije (umro 6. rujna 394. godine), bio je rimski uzurpator između 392. i 394. godine u doba cara Teodozija I.

## Život
U ranom razdoblju svog života Eugenije je bio učitelj gramatike i retorike. Svoj uspon zahvaljuje ranom poznanstvu s Arbogastom, koji je bio magister militum i stvarni vladar Zapadnog Rimskog Carstva. 

### Uspon do vlasti
Nakon smrti Valentinijana II., Arbogast postavio je za cara Eugenija 22. kolovoza 392. godine. Arbogast nije sebe proglasio za cara jer nije bio Rimljanin, već Franak. 

### Eugenijeva politika
Eugenije je zamijenio sve upravnike koje je svojevremeno Teodozije I. postavio na zapadu. Deklarativni je bio kršćanin i nije lako prihvatio poganstvo zapadnih careva. No ipak je prihvatio posvetiti poganski hram Venere i Rome, kao i obnovu Viktorijina oltara u rimskoj kuriji. 
Eugenije je imao nekoliko vojnih uspjeha, posebno kada je spriječio savez između Alemana i Franaka. 

### Eugenijev pad
Kada je bio izabran za cara, Eugenije je uputio izaslanike Teodoziju, tražeći neka ga ovaj prizna za cara Zapada. Teodozije je prihvatio Eugenijeve veleposlanike, ali je istovremno skupljao postrojbe za se obračunati s njim. Štaviše, proglasio je svog sina Honorija za cara na Zapadu siječnja 393. godine. 
Teodozije I. je na čelu vojske krenuo iz Carigrada i sukobio se s Eugenijevom i Arbogastovom vojskom u bitci kod Frigida na granici današnje Italije prema istoku 6. rujna 394. godine. Bitka je trajala dva dana i Teodozije je pobijedio. Arbogast je nakon poraza izvršio samoubojstvo, dok je Eugenije bio ubijen kao pobunjenik i njegova je glava bila izložena u Teodozijevom logoru. 

## Značaj Eugenijeve vladavine
Godinu dana nakon Eugenijevog poraza i Teodozijeve smrti, Rimsko Carstvo se podijelilo i više nije vratilo svoje jedinstvo. 
Eugenijeva vladavina je predstavljala posljednju prigodu za pogane senatorskog staleža suprotstaviti se kristijanizaciji Carstva. Ali, bitka kod Frigida bila je velika pobjeda kršćanskog oružja. 